# Wjazd Jerzego Ossolińskiego do Rzymu w roku 1633 (obraz Bernarda Bellotto)
Wjazd Jerzego Ossolińskiego do Rzymu w roku 1633 – obraz olejny namalowany przez Bernardo Bellotto w 1779 roku, znajdujący się w zbiorach Muzeum Narodowego we Wrocławiu.

## Historia
Obraz został zamówiony przez Józefa Maksymiliana Ossolińskiego w 1779 roku. Bernardo Bellotto, znany jako Canaletto, był wówczas nadwornym malarzem króla Stanisława Augusta Poniatowskiego, zapewne znali się dzięki powiązaniom dworskim. Upamiętnienie historycznego wjazdu Jerzego Ossolińskiego do Rzymu w 1633 roku, ważnego wydarzenia z punktu widzenia historii dyplomacji polskiej, miało służyć celom propagandowym. Obozowi królewskiemu służyło przypominanie i honorowanie ważnych osobistości z historii. Chodziło o podnoszenie ducha narodowego. Czas politycznych zawirowań po pierwszym rozbiorze sprzyjał odwoływaniu się do czasów, w których Rzeczpospolita Obojga Narodów była liczącą się w Europie siłą. Jerzy Ossoliński stał na czele misji dyplomatycznej na dwór Urbana VIII, podczas której deklarowano papieżowi lojalność, ale również prezentowano potęgę i prestiż Rzeczypospolitej.
Źródłami ikonograficznymi dla malarza były: Vedute di Roma z 1750 roku autorstwa Giovanniego Battisty Piranesiego, seria akwafort Entrata in Roma dell’Eccel-mo Ambasciatore di Pollonia l’anno MDCXXXIII oraz Portret Jerzego Ossolińskiego z rycin autorstwa Pietra Testy. W 1643 roku Wjazd Ossolińskiego do Rzymu namalował Stefano della Bella. Bellotto mógł też znać Wjazd do Rzymu księcia Michała Kazimierza Radziwiłła w 1680 roku autorstwa Petera van Bloemena i Niccolò Codazziego.
Początkowo Wjazd Ossolińskiego do Rzymu był częścią kolekcji zamawiającego magnata. Król Stanisław Poniatowski trzymał go jednak przez kilkanaście lat obraz w swoim depozycie. Podczas rozbiorów obraz prawdopodobnie trafił do kolekcji prywatnej, być może u rodziny Ossolińskich lub w Ossolineum we Lwowie. Do Muzeum Narodowego we Wrocławiu trafił w 1947 roku (nr inw. MNWr VIII-6). Prezentowany jest w gmachu głównym na wystawie stałej „Sztuka Polska XVII–XIX w.”

## Opis
Bellotto przedstawił wedutę rzymskiej Piazza del Popolo, widzianej od strony Porta del Popolo w kierunku południowym w dniu 27 listopada 1633 roku. Przez wypełniony po brzegi tłumem gapiów plac przechodzi wspaniały obraz polskiego poselstwa, na który składają się osobistości, żołnierze oraz rumaki. Na pierwszym planie z lewej ambasador króla polskiego Jerzy Ossoliński, za nim dostojnicy, m.in. abp Fausto Poli i patriarcha Aleksandrii Onorato Caetani (1599–1647). Przedstawieni żołnierze to polska infanteria i gwardziści papiescy. W orszaku, wśród magnatów polskich, sekretarz królewski Dobiesław Ciekliński.
Środek przedstawionego placu zdobi Obelisk Flamiński. Namalowane kościoły Matki Bożej Cudownej i Santa Maria in Montesanto w 1633 roku jeszcze nie istniały, są niewspółczesne przedstawionemu wydarzeniu.
W medalionach, po lewej i prawej stronie środkowej części obrazu umiejscowione są portrety: królów Władysława IV Wazy i Stanisława Augusta oraz hrabiowskie Józefa Ossolińskiego i Bellotta. Prawdopodobnie wszystkie cztery wyszły spod pędzla Marcella Bacciarellego.